# Тургайская степь

Район Тургайской степи

Тургайская степь (Казахская степь) — степь, лежащая между Уральскими горами на севере и Аральским морем на юге. Ныне территория северного и западной части центрального Казахстана и российского Южного Урала и степных районов Западной Сибири.

## Название
Названа по главной водной артерии региона — реке Тургай.
В XVIII и начале XIX века территория Тургайской степи, треугольник между Иртышом, Оренбургом и устьем Сырдарьи, также назывался Киргизской степью.

## Природа
В Тургайской степи обитают дрофа и сайга — виды животных, занесённые в Красную книгу Международного союза охраны природы.

## История
Тургайская степь — составная часть Великой Степи, с раннего Средневековья известная как Дешт-и-Кипчак. В период ранней Монгольской империи — восточная и юго-восточная часть Улуса Джучи, позднее — Золотой Орды, после распада которой в XV веке территория степи входила в Младший жуз Казахского ханства. Территорию степи с северо-запада с XVI века осваивали яицкие казаки.
Калмыки переходили из Киргизской степи (Тургайской степи) на Тобол около 1630 года.
В 1731 году Младший жуз вошёл в состав Российской империи. В 1868—1920 годах в составе Российской империи существовала Тургайская область.
В 1918 в Тургайские степи ушёл вытесненный большевиками из Оренбурга атаман А. И. Дутов.
В 1950-е годы в Тургайской степи началось освоение целины, что привело к кардинальному изменению экосистемы.